# Pilot Mountain, Alberta
Pilot Mountain är ett berg i Kanada.   Det ligger i provinsen Alberta, i den centrala delen av landet, 3 000 km väster om huvudstaden Ottawa. Toppen på Pilot Mountain är 2 935 meter över havet.
Terrängen runt Pilot Mountain är bergig åt nordost, men åt sydväst är den kuperad.Trakten runt Pilot Mountain är nära nog obefolkad, med mindre än två invånare per kvadratkilometer.. Närmaste större samhälle är Banff, 17,1 km öster om Pilot Mountain.
I omgivningarna runt Pilot Mountain växer i huvudsak barrskog.